# 시칠리아의 만종

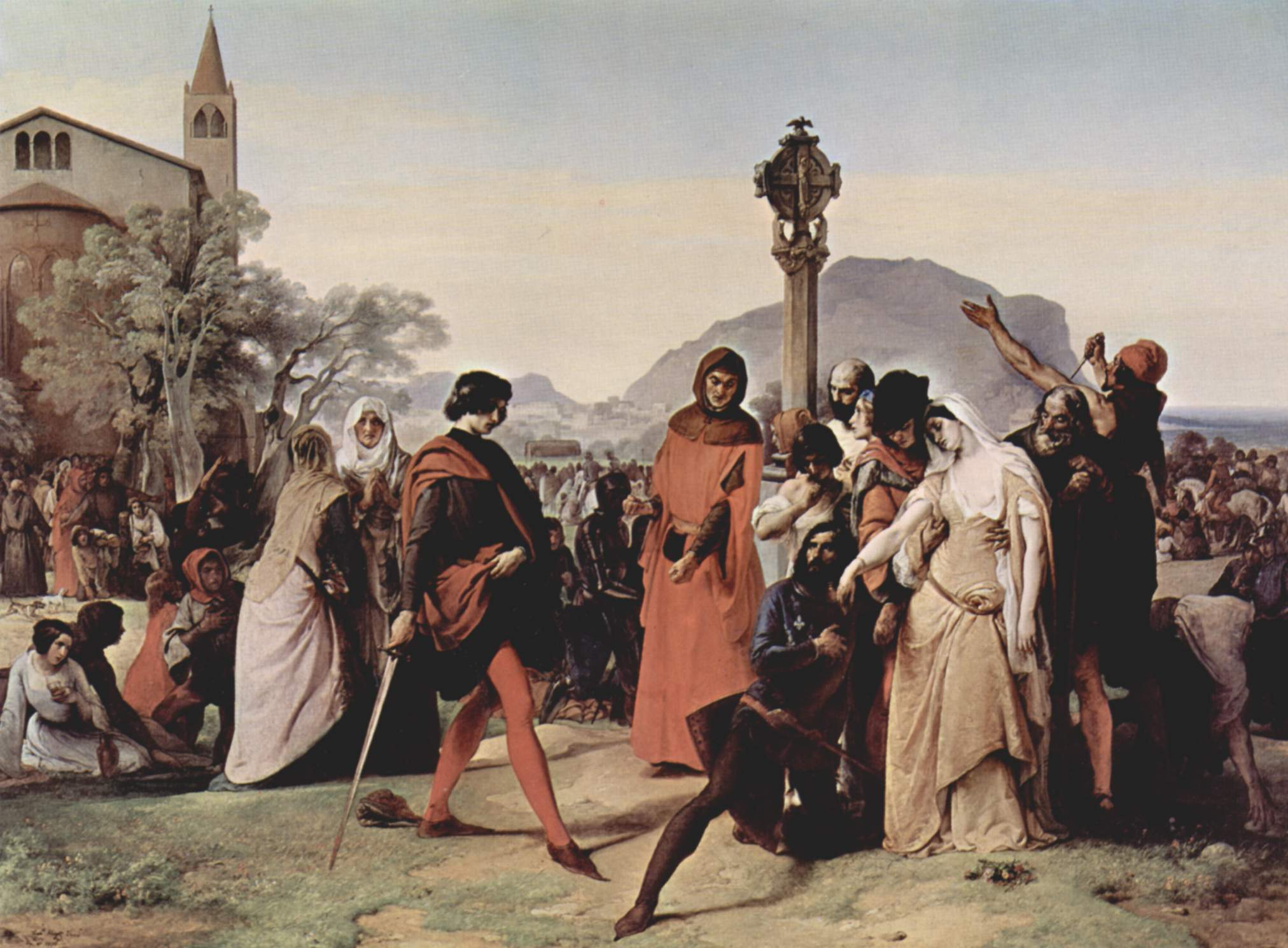
시칠리아의 만종 (1846), 프란체스코 아예스 작품

시칠리아의 만종(이탈리아어: Vespri siciliani, 시칠리아어: Vespiri siciliani, 아라곤어: Vespras Secilianas, 카탈루냐어: Vespres Sicilianes)은 1282년 부활절(3월 30일)에 시칠리아 왕국에서 앙주 카페가의 시조 카를루 1세에게 대항하여 일어난 반란이다. 6주에 걸쳐 이어진 반란에서 3천여명의 프랑스인들이 살해당했고, 카를루 1세는 왕국에서 쫓겨났다. 이 사건은 후에 아라곤 연합왕국(트리나크리아 왕국)과 나폴리 왕국간의 전쟁으로 이어졌다.

## 배경

### 교황령과 호엔슈타우펜 왕조의 대립
13세기 당시 이탈리아 북부는 호엔슈타우펜 왕가가 지배하는 신성 로마 제국에 속해 있었고, 이탈리아 남부는 마찬가지로 호엔슈타우펜 왕가가 다스리는 시칠리아 왕국이 지배하고 있었다. 이 두 영토 사이에 끼어 있던 교황령은 이탈리아 반도에서의 세력을 확장하고자 하는 과정에서 호엔슈타우펜 왕가와 갈등을 일으켰다. 한편 1250년 프리드리히 2세가 죽고 그의 아들 콘라트 4세가 1254년 사망함에 따라 신성 로마 제국의 제위는 비게 되었다. 이 사이 프리드리히 2세의 아들 만프레디가 시칠리아 왕국의 왕위에 올랐다.
만프레디는 교황령과 화해를 시도했으나, 교황 우르바노 4세와 후임 교황 클레멘스 4세는 만프레디를 인정할 수 없었다. 우르바노 4세는 앙주 백작 샤를에게 시칠리아 왕국의 계승권이 있다고 선언했다. 1266년 베네벤토 전투에서 앙주 백작 샤를은 만프레디를 전사시키고 승리하여 시칠리아의 카를루 1세로서 왕위에 올랐다. 1268년 콘라트 4세의 아들 콘라딘이 왕위를 요구하며 시칠리아를 침공했으나 패함에 따라, 카를루 1세의 왕권은 확고한 것이 되었다.

### 카를루 1세
카를루 1세는 시칠리아의 왕위를 이용해 비잔티움 제국의 황제 미카엘 8세 팔라이올로고스를 몰아내고, 서유럽에서 가장 부유한 도시인 콘스탄티노폴리스를 차지하여 지중해를 제패하려는 야심을 갖고 있었다. 카를루는 왕위에 오르자마자 시칠리아를 식민지처럼 다뤘다. 시칠리아 귀족들은 왕국 정부에서 자리를 차지하지 못했고, 해외 식민지에서 쏟아지는 부는 카를루와 그의 프랑스 및 나폴리 출신 신하들이 독차지했다. 한편 카를루는 시칠리아 왕국과 관계없는 해외원정을 위해 시칠리아에 무거운 세금을 부과했다.
한편 카를루의 위협을 느끼고 있던 비잔티움 황제 미카엘 8세 팔라이올로고스와, 왕비 쿠스탄차를 통해 시칠리아 왕위를 노리고 있던 아라곤 연합 왕국의 페로 3세는 시민들의 불만을 이용해 반란의 분위기를 조성했다.

## 반란

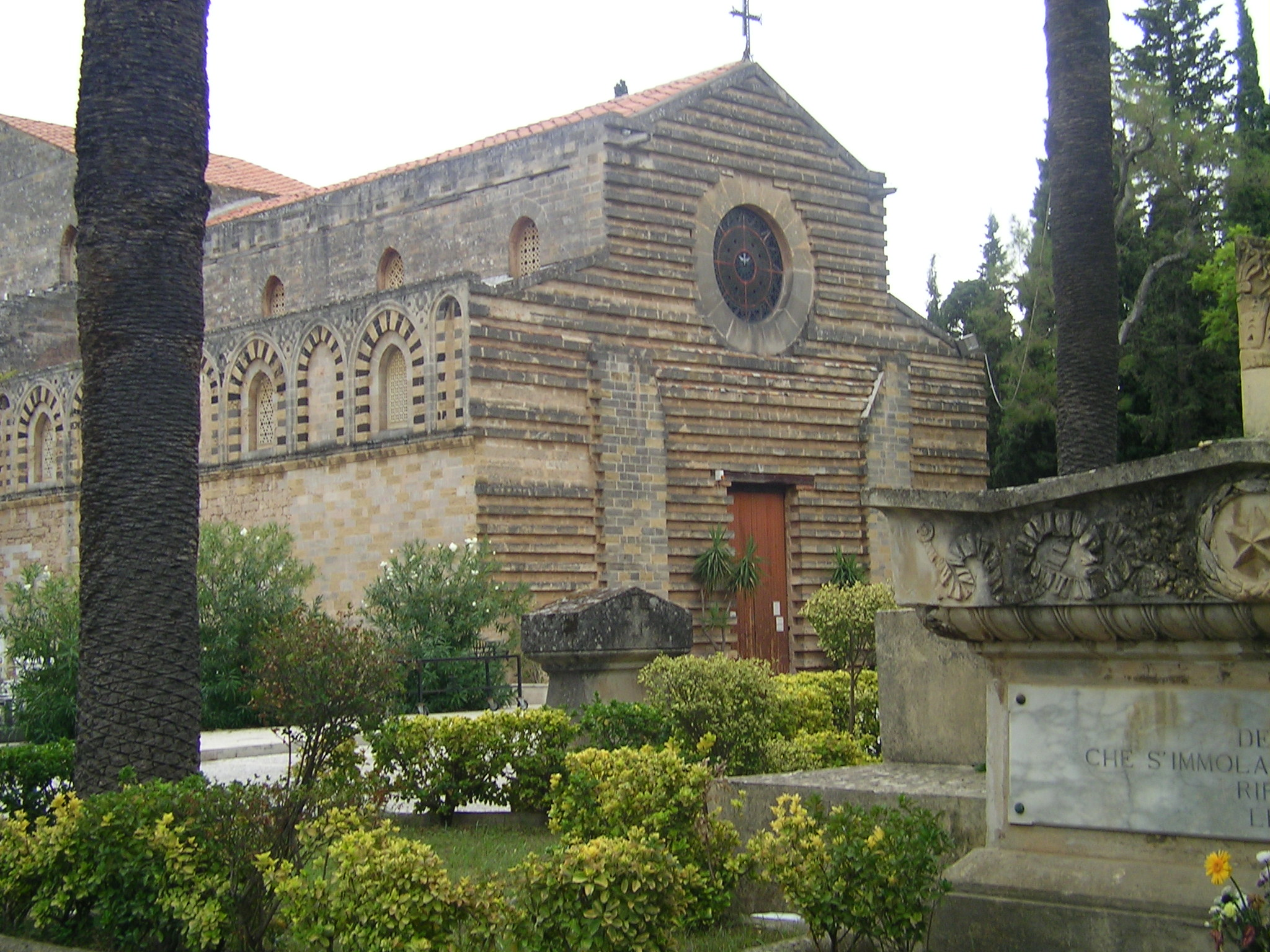
팔레르모 성령 교회

부활절 월요일인 1282년 3월 30일, 팔레르모의 주민들은 도시 성벽 밖에서 축제를 열고 있었다. 카를루 1세를 대신하여 시칠리아를 지배하던 프랑스인들은 이 축제가 위협적인 사태로 번지지 않을까 우려하여 군사를 보냈다. 그 순간, 시칠리아인들에게 봉기를 알리듯, 팔레르모 성령 교회의 저녁 기도의 종소리가 팔레르모 전역으로 울려 퍼졌다.
팔레르모에서 반란 지도자가 선출된 후, 시민들은 압제자가 반격할 시간을 주지 않기 위해 빠르게 움직였다. 반란군은 2주만에 시칠리아 섬의 대부분을 장악했고, 6주 뒤에는 메시나를 제외한 모든 지역이 반란군의 손에 떨어졌다. 4월 28일 메시나까지 함락시킨 반란군은 항구에 있던 카를루 1세의 함대를 불태웠다.
섬을 점령한 시민들은 자신들을 교황에게만 복종하는 자유민으로 선언했다. 시민 지도자가 선출된 후, 지도자들은 미카엘 8세 팔라이올로고스에게 경쟁자 카를루가 실권했음을 알린 후, 교황 마르티노 4세에게 자유민의 지위를 인정해줄 것을 요청하는 대사를 보냈다. 시칠리아 시민들은 베네치아, 제노아, 피사 등의 도시국가들처럼 정치적으로 독립된 정부를 세우고 종교적 도덕적인 영역에서만 교황의 명령을 받는 지위를 획득하고자 했다. 그러나 프랑스 출신 교황은 카를루의 편이었고, 시민들에게 카를루를 왕위로 복귀시킬 것을 명령했다.

## 아라곤의 개입
교황이 시칠리아 시민들의 자유민 지위를 거절하자, 시민들은 만프레디의 딸이자 프리드리히 2세의 후계자인 아라곤 왕비 쿠스탄차, 그리고 국왕 페로 3세에게 왕위를 제안했다. 페로 3세는 이를 받아들여 콘스탄체와 함께 시칠리아의 왕위에 올랐다.
반란 직전 페로 3세는 대규모 함대를 조직하고 있었다. 교황이 함대의 목적을 묻자 페로는 아라곤의 교역을 방해하는 북아프리카의 해적들을 소탕하기 위해서라고 대답했다. 시칠리아인들이 왕위를 제안했을 때 페로와 그의 함대는 편리하게도 시칠리아 섬에서 300 km 떨어진 튀니스에 주둔하고 있었다. 페로는 교황의 뜻을 존중하는 의미에서 왕위에 관심이 없는 척 했으나, 며칠 후 함대를 이끌고 시칠리아로 향했다. 페로는 8월 30일 트라파니에 상륙하여 9월 2일 팔레르모에 입성했다. 시민들은 처음에는 페로에게 미적지근한 태도를 보였다. 자유민의 지위를 바랐던 시민들에게 페로의 즉위는 외국인 왕이 다른 외국인 왕으로 바뀐 사건에 불과했다. 그러나 페로가 옛 노르만인계(오트빌가) 시칠리아왕 구기에르무 2세가 주었던 것과 같은 특권을 시민들에게 약속함에 따라, 시민들은 페로에게 호의적으로 변했다. 페로는 9월 4일 팔레르모 성당에서 시칠리아의 페트루 1세로 즉위했다.
한편 교황 마르티노 4세의 축복 하에 카를루 1세는 왕위를 회복하기 위해 나폴리에서 함대를 보내 메시나 항을 봉쇄했다. 그러나 카를루의 군대는 페로가 이끄는 아라곤 군의 습격을 받아 시칠리아를 포기하게 된다.
이후 20년 동안, 앙주 카페가 및 교황 세력이 한 편이 되고 아라곤 왕들이 다른 한 편에 서서 벌인 시칠리아 만종 전쟁이 지중해 전역을 휩쓸었다. 이 싸움은 1302년 칼타벨로타 평화협정을 맺으면서 끝이 났다. 조약에 의해 시칠리아 왕국은 시칠리아섬과 남부 이탈리아의 두 부분으로 나뉘었고, 두 왕국 전부 시칠리아 왕국으로 주장하지만 학계에선 이를 분리시켜 전자는 트리나크리아 왕국, 후자는 나폴리 왕국으로 불리게 된다.

## 참고 자료
- Runciman, Steven (1958). 《The Sicilian Vespers: A History of the Mediterranean World in the Later Thirteenth Century》 (영어). Cambridge: Cambridge University Press. ISBN 0-521-43774-1.